# Klira
Klira («Клира») — Компания Klira с 1887 по 1982 год была немецким производителем струнных инструментов. Первоначально компания специализировалась на строительстве скрипок, альтов и виолончелей, но примерно с середины 20-го века начала производить так же акустические и электрические гитары. В 1960-х годах Клира, наряду с конкурентами Höfner, Framus, Hoyer и Hopf была одним из ведущих немецких гитарных производителей.

## История компании
Клира была основана в 1887 году немецким скрипачом Йоханнесом Клиром в Шёнбахе (теперь Луби). Место в Чешском Эгерленде было центром продажи и изготовления струнных инструментов с 18-го века.
После смерти Йоханнсена Клира в 1918 году, его сын, Отто Йозеф Клир взял на себя управление компанией. К концу 1920-х годов компания выпускала до 50 000 скрипок в год.
После Второй мировой войны компания была экспроприирована чешскими властями, а в 1948 году, в результате гонений на судетских немцев семья Отто Клира бежала в ФРГ, во Франконию, сначала в Эрланген, потом в Поксдорф и в 1950 году окончательно (как и многие ее конкуренты из Шенбаха включая Höfner)осела в Бубенройте. Именно в Бубенройте компания начала производить больше гитар чем скрипок. Сначала выпускались акустические гитары, а с 1960-х годов и электрогитары. Klira также производила электрические басы, в основном копии разработанные Höfner (модель 500/1), также известный как «Beatles-Bass».
В шестидесятые годы Клира смогла добиться высоких продаж благодаря увеличению спроса на электрогитары и экспортных продаж. Однако в следующем десятилетии продажи упали из-за усилившейся конкуренции со стороны музыкальных инструментов азиатского происхождения до такой степени, что компании пришлось прекратить свою деятельность в 1982 году после почти ста лет существования.

## Распространение и значимость бренда
Клира была известна на рынке музыкальных инструментов с 1950-х годов, как поставщик недорогих гитар начального уровня. Самой распространенной моделью была электрогитара с цельной деревянной декой Klira Triumphator Electric, которая выпускалась с 1962 по 1971 год. В 1966 году такая гитара стоила 198 DM, что сделало ее очень популярной среди молодых начинающих гитаристов.
Наряду с недорогими инструментами Клира выпускала гитары премиум сегмента в том числе джазовую Klira TG-58 которых вручную изготовили всего 30 экземпляров.
Сегодня гитары «Клира» можно найти в музыкальных магазинах торгующих винтажными и раритетными инструментами. Цена зависит от состояния и редкости модели.

## Модели
Акустические гитары:
- Klira 101 Calypso — Parlor гитара со "скрипичным" креплением струн середины 50-х - начала 60-х годов.
- Klira 101 Calypso — 6-струнная акустическая гитара конца 1970-х. Аукционная цена около 100 евро.
- Klira 115 Boy - Parlor гитара середины 60-х - начала 70-х годов.
- Klira 1063 Henry - Parlor гитара со "скрипичным" креплением струн середины 60-х - начала 70-х годов.
- Klira 20 Blue Hill — дредноут 70-х годов.
- Klira 200M Little Rock — дредноут 70-х годов. Аукционная цена около 150—500 евро.
- Klira 200M Red River — вестерн дредноут 70-х годов. Аукционная цена около 300—500 евро.
- Klira 201 Blue Hill — дредноут 70-х годов.
- Klira 201 JONNY — вестерн дредноут. Аукционная цена около 1000 евро.
- Klira 203 Big Valley — дредноут конца 70-х - начала 80-х годов. Аукционная цена 300-1100 евро.
- Klira 205 Jumbo Jet — джамбо (1960-е) с вырезом. Аукционная цена 200—600 евро.
- Klira 206 Colorado — дредноут 70-х годов. Аукционная цена 150-500 евро.
- Klira 207 Caramba — акустическая гитара с вырезом 1970-х годов. Аукционная цена 100-500 евро.
- Klira 211 Blue Hill — вестерн дредноут 70-х годов. Аукционная цена 500-1500 евро.
- Klira 211N Blue Hill — вестерн дредноут 70-х годов.
- Klira 211N Judy — вестерн дредноут 60-х - начала 70-х годов.
- Klira 212 Red Cannyon — вестерн дредноут 70-х годов.
- Klira 213 Big Valley — дредноут середины 70-х - начала 80-х годов. Аукционная цена 300-500 евро.
- Klira Alte — акустическая гитара 1960-х. Аукционная цена 200—600 евро.
- Klira Big Country — вестерн дредноут 60-х - начала 70-х годов.
- Klira Jumbo — джамбо (1965-???). Аукционная цена около 500—800 евро.
- Klira Jumbo Dove — джамбо с вырезом 60-х годов. Аукционная цена около 300-500 евро.
- Klira Mano — джамбо с вырезом 70-х годов. Аукционная цена 300-500 евро.
- Klira Rancho/Rancer RW85, RW85-12 — вестерн дредноут конца 70-х - начала 80-х годов.
- Klira Rancho/Rancer RW90 — вестерн дредноут конца 70-х - начала 80-х годов.
- Klira Rancho/Rancer RW95 — джамбо конца 70-х - начала 80-х годов. Аукционная цена 1000-2000 евро.
- Triumphator Junior — Parlor гитара 50-х - 60-х годов.
- Triumphator Western Style — 12-струнная акустическая гитара (1968-???). Аукционная цена 300—1000 евро. Смотреть и слушать
- Triumphator Western Style Electric — 12-струнная электро-акустическая гитара (1968-???). Аукционная цена 500—1000 евро.

Классические гитары:
- Klira Rondo — классическая гитара начала 80-х годов. Стоимость 20-60 евро
- Klira Uschi — классическая гитара конца 70-х годов. Стоимость 100—200 евро

Полу-акустические гитары:
- Klira ES 335 — джазовая электрогитара 1960-70-х годов. Аукционная цена около 500—800 евро.
- Klira Jazz Tone TG-58 - 4-х струнная гитара 80-х годов (???) Аукционная цена около 5000-10000 евро.
- Klira Lady — джазовая электрогитара 1960-х годов. Аукционная цена 500—1000 евро. Смотреть и слушать
- Klira Patricia — джазовая гитара. Аукционная цена 600—1000 евро.
- Klira Pinguin - 6-ти струнная гитара 50-х годов. Аукционная цена 1000—1500 евро.
- Klira Red King — джазовая гитара 1960-х. Аукционная цена 100—200 евро.
- Klira TG-58 — джазовую гитара изготовленная в 30 экземплярах. Аукционная цена 1500-15000 евро.
- Klira Tone King 345 — джазовая электрогитара 1970-х годов. Аукционная цена около 1500 евро.
- Klira Triumphator De Luxe — 6-ти струнная гитара 1960-х годов. Аукционная цена 300—500 евро.
- Klira Triumphator Lady — джазовая электрогитара 1960-х годов. Аукционная цена 500—1000 евро.
- Klira Troubadour - 6-ти струнная гитара 50-х годов. Аукционная цена 1000—1500 евро.

Электрогитары:
- Klira Haiti — электрогитара. 1960-е годы. Аукционная цена 900—1300 евро. Смотреть и слушать
- Klira Holiday — электрогитара. 1960-е годы. Аукционная цена 400—800 евро.
- Klira Kentuky — электрогитара конца 1960-х. Аукционная цена 600—800 евро.
- Klira Sioux — электрогитара. 1960-е годы. Аукционная цена 800—1000 евро. Смотреть и слушать
- Klira ST-style — Стратоподобная электрогитара. 1970-е годы. Аукционная цена 400—600 евро.
- Klira 233 Star Club — электрогитара конца 1960-х. Аукционная цена 1000—1200 евро.
- Triumphator Electric — электрогитара
- Triumphator Electro — электрогитара
- Triumphator Red Tolex — электрогитара 1960-х. Аукционная цена 600—800 евро.

Бас-гитары:
- Klira Arkansas Bass — электрическая бас-гитара 1960-х. Аукционная цена около 600 евро.
- Klira Kentuky — бас-гитара 1960-х. Аукционная цена 600—800 евро. Смотреть и слушать
- Klira Star — электрическая бас-гитара скрипичной формы (середина 1960-х).
- Klira 162 — электрическая бас-гитара скрипичной формы (1965—1966). Встречаются варианты как с логотипом Klira, так и без него.
- Klira 356 Twen Star — электрическая бас-гитара скрипичной формы (1967—1968). Аукционная цена около 2000 евро.
- Klira 357 Super Star — электрическая бас-гитара скрипичной формы (конец 1960-х).

Гитары Klira имеют много общего с моделями Framus (их акустики 1960-70-х годов практически одинаковые).